# Szomáli bozótgébics
A szomáli bozótgébics (Laniarius nigerrimus) a madarak osztályának verébalakúak (Passeriformes) rendjébe és a bokorgébicsfélék (Malaconotidae) családjába tartozó faj.

## Rendszerezése
A fajt Anton Reichenow német ornitológus írta le 1879-ben, a Dryoscopus nembe Dryoscopus nigerrimus néven. Reichenow, 1905-ben leírta, mint Laniarius erlangeri és  Smithrctander, Fjeldsa & Amir, 1991-ben, mint Laniarius liberatus néven is.

## Előfordulása
Afrika keleti részén, Szomália területén honos, Kenyai jelenléte bizonytalan. Természetes élőhelyei a szubtrópusi és trópusi száraz erdők, síkvidéki és hegyi esőerdők, száraz szavannák és cserjések, valamint vidéki kertek. Állandó, nem vonuló faj.

## Megjelenése
Testhossza 20 centiméter.

## Természetvédelmi helyzete
Az elterjedési területe nagy, egyedszáma pedig stabil. A Természetvédelmi Világszövetség Vörös listáján nem fenyegetett fajként szerepel.